# Expert System
Expert System S. p. A. ist ein Anbieter multilingualer Technologien für Cognitive Computing und Cognitive Automation zur Analyse von Textinhalten sowie unstrukturierten und strukturierten Daten. 
Die Leistungsfähigkeit der Softwarelösungen basiert auf Cogito, einer patentierten, multilingualen, semantischen Technologie. Cogito nutzt künstliche Intelligenz bei der Simulation menschlicher Fähigkeiten im Textverstehen (Semantik) kombiniert mit Verfahren des maschinellen Lernens (Deep Learning). Seit Februar 2014 wird die Expert System-Aktie des Unternehmens Expert System S. p. A. an der Börse Mailand gehandelt.
Das Unternehmen hat zahlreiche Niederlassungen in Europa sowie in den USA und Kanada und Kunden in den Bereichen Medizintechnik, Pharmaindustrie, Energie- und Medienwirtschaft sowie staatliche Organisationen. 2016 erweiterte Expert System sein Angebot für die Finanz- und Versicherungsbranche.
Seit März 2017 ist Stefan Welcker als Managing Director DACH bei der Expert System Deutschland GmbH tätig.

## Geschichte
Expert System S. p. A. wurde 1989 in Modena, Italien gegründet.
1992 gibt Expert System die Verfügbarkeit der Software „Errata Corrige“ bekannt, einer semantischen Technologie zur Sprachanalyse. Eine erweiterte Version von Errata Corrige für Microsoft für eine italienische Rechtschreibprüfung wird 1994 lizenziert.
Die erste Version von Cogito, einer Softwarelösung zur semantischen Analyse erscheint 1999 und wird 2007 in den Vereinigten Staaten patentiert. Expert System öffnet 2009 seine ersten Büros in den Vereinigten Staaten.
Das Unternehmen gliedert 2009 seine semantischen Werbelösungen aus, um ADmantX zu gründen. Herausgeber und Werbenetzwerke sollen dabei unterstützt werden, den Anzeigenaustausch mit Werbetreibenden und Agenturen durch Online-Werbekampagnen mit semantischer Technologie zu verbessern.
Seit dem Börsengang 2014 wird die Expert System-Aktie unter dem Symbol EXSY an der Börse Mailand gehandelt.
Expert System akquiriert 2015 TEMIS, Anbieter semantischer Content-Anreicherungslösungen für Unternehmen.